# Premi Trajectòria

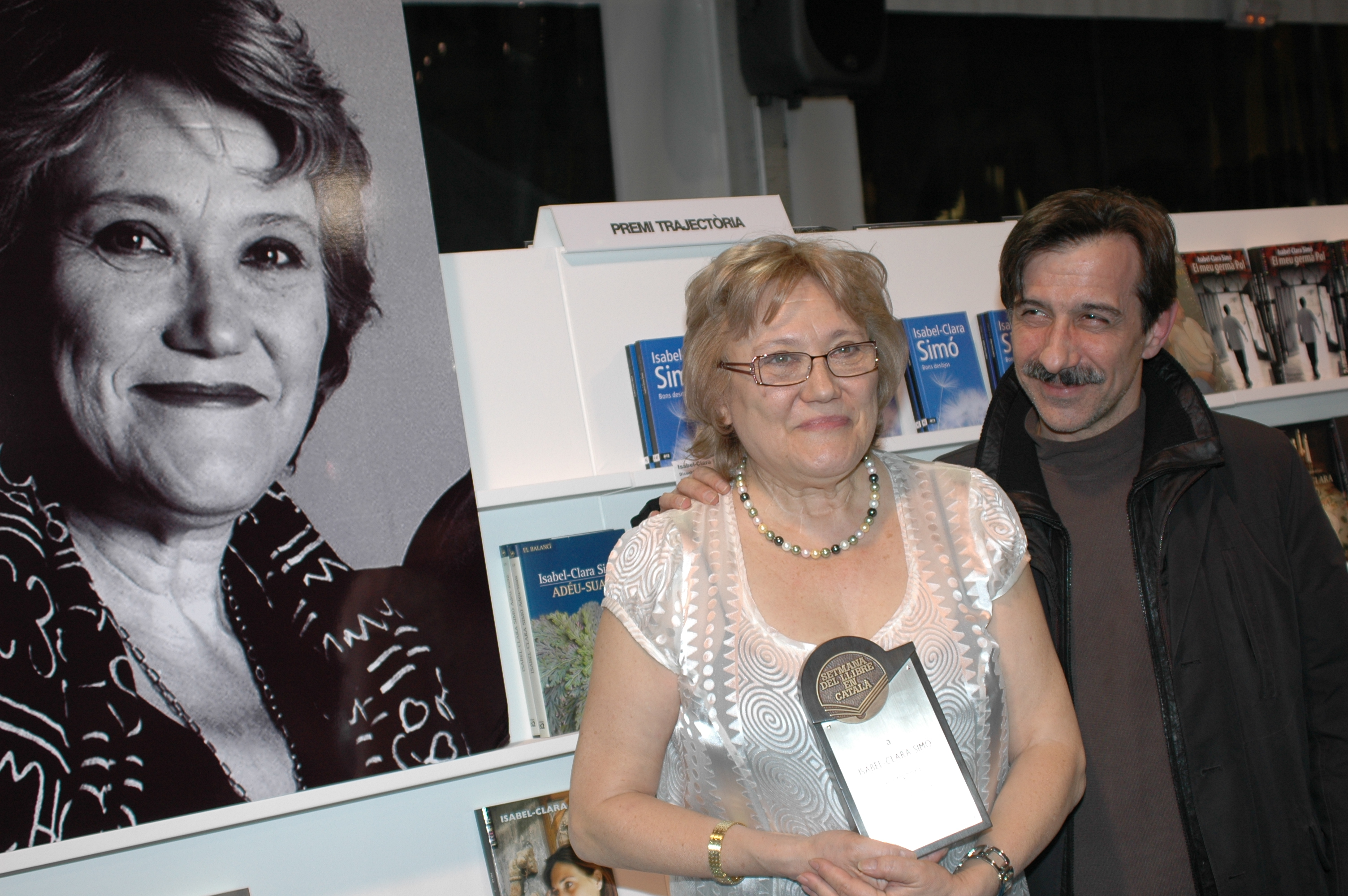
Isabel-Clara Simó amb el premi, acompanyada de Jordi Boixaderas, que acabava de llegir uns poemes inèdits de la premiada, a la Setmana del Llibre en Català a Sant Cugat del Vallès el 2009.

El premi Trajectòria és un guardó que el món literari i editorial català atorga a un personatge en reconeixement de la seva trajectòria en favor de la cultura catalana. S'atorga des de 1997 per la comissió organitzadora de la Setmana del Llibre en Català. Des de fa uns anys, el disseny del premi s'encarrega a artistes plàstics de renom, com Jaume Plensa, Joan-Pere Viladecans, Frederic Amat o Ignasi Aballí.

## Guanyadors[1]
- 1997 - Avel·lí Artís Gener "Tísner"
- 1998 - Lluís Millà
- 1999 - Josep M. Espinàs
- 2000 - Miquel Martí i Pol
- 2001 - Maria Antònia Oliver
- 2002 - Josep Vallverdú
- 2003 - Teresa Pàmies
- 2004 - Josep M. Castellet
- 2005 - Roser Capdevila
- 2006 - Emili Teixidor
- 2007 - Quim Monzó[2]
- 2008 - Josep Palau i Fabre[3]
- 2009 - Isabel-Clara Simó[4]
- 2010 - Maria Barbal[5]
- 2011 - Joaquim Carbó[6]
- 2012 - Lluís Permanyer[7]
- 2013 - Pep Albanell[8]
- 2014 - Carme Riera
- 2015 - Lluís Bonada i Rosa Maria Piñol
- 2016 - Anna Cassassas[9]
- 2017 - Jaume Cabré[10]
- 2018 - Guillem Terribas[11]
- 2019 - Margrit Lömker i Oriol Serrano (Distribuïdora les Punxes).[12]
- 2020 - Teresa Duran[13]
- 2021 - Biel Mesquida[14]
- 2022 - Joan Francesc Mira[15]
- 2023 - Mercè Ibarz Ibarz[16]